# Deir Atiyah
Pour les articles homonymes, voir Atiyah.
Deir Atiyah (en arabe : ديرعطية) est une ville du gouvernorat de Rif Dimachq, en Syrie. C'est le chef-lieu du sous-district éponyme.

## Démographie
Sa population en 2004 est de 10 984 personnes ; en 2013, elle est de près de 25 000 habitants, majoritairement des chrétiens.

## Histoire
En novembre 2013, lors de la guerre civile syrienne, la ville est l'objet de combats entre l'armée syrienne et des forces rebelles.